# بولیوار (بازیکن فوتبال، زاده ۱۹۵۴)
بولیوار مودوالدو گدس (انگلیسی: Bolívar؛ زادهٔ ۲۱ دسامبر ۱۹۵۴) بازیکن فوتبال اهل برزیل بود.
از باشگاه‌هایی که در آن بازی کرده‌است می‌توان به باشگاه ورزشی پورتوگیزا و باشگاه فوتبال گرمیو اشاره کرد.
وی همچنین در تیم ملی فوتبال برزیل بازی کرده‌است.